# Albert Marteaux
 (décembre 2018).
Si vous disposez d'ouvrages ou d'articles de référence ou si vous connaissez des sites web de qualité traitant du thème abordé ici, merci de compléter l'article en donnant les références utiles à sa vérifiabilité et en les liant à la section « Notes et références ».
Ne doit pas être confondu avec Albert Marteau.
Albert Marteaux, né à Bruxelles le 26 janvier 1886 où il est mort le 15 mai 1949, est un homme politique belge, membre du Parti ouvrier belge (POB) puis du Parti communiste de Belgique, nommé plusieurs fois ministre.

## Biographie

### Origines
Albert Marteaux a vu le jour le 26 janvier 1886 dans le quartier très prisé des Marolles, rue Blaes. Son père, Frédéric Marteaux (1857) exerçait le métier d’ouvrier bijoutier tandis que sa mère, Jeanne Demarrée (1857) est une brodeuse d’or. On dénombre au sein de cette famille ouvrière pas moins de huit enfants dont trois ont perdu la vie en bas âge. Le père est un parent éloigné de Jean Volders, mais on ne reconnaît pas au père un quelconque engagement politique ou syndical. 
En 1900, le père s’installe à son propre compte et est déjà depuis 1876 membre de la garde civique. La famille Marteaux monte ainsi de rang au niveau de l’échelle sociale.

### Vie familiale
Albert Marteaux épouse en 1915 Léonie Pinchart qui exerce en tant qu’institutrice à Forest. Le couple traversera une mauvaise passe à la suite de la mort de leurs jumeaux contaminés par le seul lait accessible. En 1929, le couple mettra au monde leur fils unique, Jean-Pierre, qui deviendra médecin comme son père. Étant veuf depuis 1994, Marteaux se remarie en 1946 avec Renée Lambeau (1899- 1988), elle aussi veuve et déjà mère d’un fils dénommé Jacques Leten.

### Formations
Albert Marteaux réalise ses études secondaires rue du Chêne et entreprend en 1905 des études en médecine à l’université libre de Bruxelles où il deviendra le secrétaire en 1906 des Jeunes Gardes Socialistes. À cette époque la préparation militaire s’effectuait en même temps que les études. C’est ainsi qu’il est devenu en 1907 milicien et obtient son diplôme quatre ans plus tard avec distinction. Et afin de démontrer sa nouvelle appartenance à la petite bourgeoisie, il s’initie à la Franc-Maçonnerie auprès des Amis Philanthropes. Il suivra une formation auprès du Dr. Depage qui ne fera pas ombrage de son indiscipline. Par la suite, sous l’aile du professeur Leclerc-Dandoy il parachèvera sa formation en médecine et deviendra chirurgien urologue. Il sera promu adjoint en urologie à l’hôpital Saint-Pierre à partir de 1921 et jusqu’à 1925.
Lorsque la première guerre mondiale éclate, Albert Marteaux est chargé d’occuper le poste de sous-lieutenant médecin. En France, en 1916 il sera promu au rang de capitaine médecin. Cependant son parcours au sein de l’armée a été à plusieurs reprises handicapé par sa santé fragile. Ce qui a amené à ce que ses supérieurs le juger inapte au service militaire en 1918.

## Engagements politiques

### Au sein du parti ouvrier
Rentré de la guerre, Albert Marteaux est appelé par des revendications d’ordre politiques. Il intègre le parti ouvrier et son attention est tout particulièrement tournée vers les conditions de logement des ouvriers à Bruxelles. Il deviendra le fervent porte-parole des cités ouvrières et des cités jardins. En 1921, il ira jusqu’à présider le conseil d’administration de la Coopérative de locataires de Moortebeek. Marteaux a fait aussi partie de l’Association des anciens combattants socialistes (ACS) qui est une scission de la Fédération nationale des combattants. Il y exercera le rôle de trésorier mais demandera à démissionner en 1922. C’est à cette période que l’on date déjà son intérêt pour les idées communistes. Marteaux siègera à cette même période aussi au sein du conseil communal de Bruxelles et en restera membre jusqu’à sa mort.

### Au conseil communal
Aussitôt installé en 1921 au sein du conseil communal, Albert Marteaux se penche sur des sujets traitant de politiques de santé et de salubrité publique. Il est vrai qu’à la suite de la Première Guerre mondiale, le conseil communal a dû faire face aux problématiques liés à la prolifération des maladies vénériennes et à la prostitution. Il a bien difficilement tenté d’apporter des solutions à ces problèmes et c’est en sa qualité de médecin urologue qu’Albert Marteaux est intervenu en la matière. Bien qu’il ait été farouchement impliqué dans sa fonction auprès du conseil communal, il a pourtant mené sa principale bataille au sein de la Commission d’assistance publique (appelée aujourd’hui le CPAS). 

### Au bureau de la Commission d’assistance publique de Bruxelles-Ville
Albert Marteaux faisait partie des membres de la Commission d’assistance publique (CAP) lors de la création de cette dernière le 22 juin 1925 et siégea au sein de son Bureau permanent le mois suivant. Plusieurs charges lui ont été dévolues comme par exemple la gestion du personnel des hôpitaux Saint-Pierre, Brugmann, et des Convalescents.
En 1933, il tente de faire conscientiser le conseil communal et la CAP de l’imminence d’une prochaine guerre. L’année suivante, est créé une commission à partir de la CAP portant sur l’étude des dispositions à prendre lors d’assauts aériens.
En 1940, la Commission conclu de créer un comité de Guerre dont les membres seront permanents. De Boeck, Cornet d’Elzius et Albert Marteaux la constituent.
Marteaux parvient à éviter les arrestations du 22 juin 1941 de l’occupant allemand et rentre dans la clandestinité. Après la guerre en 1947, Marteaux ne souhaite plus siéger au sein de la CAP en raison des modifications qui ont eu lieu mais à cependant continuer à être membre de son Bureau permanent.

### Départ du Parti ouvrier belge
Lors de la guerre d'Espagne, ses convictions d’antimilitarisme radical renforcés par la montée en puissance d'Hitlervont amener Marteaux à se battre avec acharnement au sein de son parti et du parlement dans le but de maintenir le refus de reconnaître Burgos. Pourtant en janvier 1939, le Congrès vote la confiance à Spaak qui reconnait le gouvernement franquiste de Burgos alors que Marteaux est un fervent défenseur de l’Espagne républicaine. C’est lorsqu’en mars 1939, avec Paul-Henri Spaak étant en tête de liste, Albert Marteaux décide de quitter le Parti ouvrier belge (POB) car il refuse de travailler avec un homme qui non seulement selon lui a nié les principes fondamentaux du parti (par le fait notamment qu’il estime que la reconnaissance de Burgos lors de la guerre civile espagnole est une illustration d’une politique de trahison et de reniement qui va à l’encontre des revendications du POB) et reconnu Burgos malgré les votes du Congrès. C’est dans ces conditions qu’il démissionne et rejoint le Parti communiste.

### Au sein du parti communiste
Albert M. est un député populaire en 1940. Il se retrouve vite second sur sa liste à Bruxelleset est élu la même année en Avril avec plus de 4 000 voix, ministre PC de la santé. Dans ce parti qu’il vient d’intégrer, il se voit en accord avec ses convictions et celles de son parti. 

### Rôle dans le Front de l’indépendance
Au printemps 1941, alors que le Parti communiste cherche à fonder le Front de l’indépendance, c’est logiquement vers Marteaux qu’il se tourne afin de trouver des personnalités susceptibles d’y prendre part. Il est le cofondateur du FI et second ministre appartenant au parti communiste. Cependant, il agit comme vitrine du communiste de manière clandestine sous pseudonyme. Mais devenu trop connu et âgé, il se trouve obligé de quitter la capitale et de se réfugier dans le brabant wallon. Une fois découvert, il quitte la Belgique pour Londres le 1er avril 1942 par le réseau (qui fait parte du service de renseignement et d’action)  de Luc-Marc et arrive le 12 janvier 1943. Il souhaite y représenter le FI qu’il a cofondé mais ne trouve pas d’échos du gouvernement. Mais avant l’arrivée de  Marcel Grégoire qui permettra d’officialiser la présence du FI et le portera en tant que délégué officiel,,, il joue un rôle effacé. Il se considère comme le représentant officiel du FI à Londres. Marteaux organise un Front pour la Libération qui est l’équivalent londonien du FI avec la participation de personnalités telles que les professeurs de l’ULB Cox et Bigwood.

### Retour en Belgique
Marteaux rentre en Belgique le 10 septembre 1944. Paul-Henri Spaak en tant que ministre, nomme premièrement Marteaux comme Chargé de Mission en avril. Pour ensuite le désigner en tant qu’unique Conseiller au Cabinet du Département. Pendant le premier meeting du Parti Communiste le 14 septembre de la même année, il fait partie des orateurs et il y annonce des changements radicaux.
À l’intérieur du ministère d’union nationale formé par Hubert Pierlot le 27 septembre, deux mandats lui sont attribués en tant que Ministre de la Santé Publique du Parti communiste. À partir de fin octobre, Marteaux proclame sa démission, dans le but de « ne pas être complice de l’incapacité dont fait preuve le gouvernement ». Malgré cela, ce dernier continu à être dans la Santé Publique pendant 25 mois d’affilée. Dans l’intervalle, il a été réélu en février 1946 député et en novembre conseiller communal de Bruxelles. 
La guerre et l’occupation ont engendré des situations d’urgences. Il faut notamment rééquiper les hôpitaux, résoudre le problème de pénurie du personnel sanitaire qualifié. De plus, il pose comme postulat que la politique de santé doit se faire en vue d’améliorer les conditions de vie de l’ensemble de la population c’est ainsi qu’il va créer une Direction générale de l’éducation physique, des sports et des œuvres de plein air. 
Dans la poursuite de son objectif, il se retrouve peu ou pas soutenu par son parti dont il se fait réprimander parce qu’il ne mène pas selon eux, une politique communiste or, jamais une direction d’action ne provient de la direction.

### Sortie du gouvernement
Marteaux sort définitivement du gouvernement en mars 1947 même s’il continu d’assumer divers engagements au profit de l’Espagne républicaine et qu’il préside le comité belge d’aide à la Grèce démocratique. 

## Hommages
En raison de l’absence de notice concernant Albert Marteaux dans la biographie national, un numéro des Cahiers Marxistes a été réalisé en sa mémoire en 1999. Un buste situé à la cité de Moortebeek, a été conceptualisé en 1959 par le sculpteur belge Idel Ianchelevici afin de célébrer le dixième anniversaire de la mort d'Albert Marteau.